# Confessioni di una squartatrice
Confessioni di una squartatrice (titolo originale Styckerskan från Lilla Burma) è un romanzo giallo dello scrittore svedese Håkan Nesser pubblicato in Svezia nel 2012.
È il quinto libro della serie che ha per protagonista l'ispettore Gunnar Barbarotti.
La prima edizione del romanzo è stata pubblicata nell'anno 2014 da Guanda.

## Trama
Il romanzo si apre con la morte della compagna dell'ispettore Gunnar Barbarotti a causa di un aneurisma. Una volta rientrato al lavoro, il commissario Asunander decide così di affidargli un caso rimasto irrisolto cinque anni prima. Si tratta della sparizione di un uomo che conviveva con una donna rimasta in carcere per undici anni con l'accusa di aver ucciso e squartato il suo precedente marito. La donna, principale sospettata, non è stata incriminata a causa di mancanza di prove, ma tutti sospettano che, anche a distanza di anni, sia tornata in azione. Ma forse il commissario Asunander, a due mesi dalla pensione, non è convinto di come stanno le cose e l'ispettore Barbarotti, seppur sconvolto dal dolore della perdita, è l'unico a poter svelare la verità, aiutato come sempre dalla sua collega Eva Backman.

## Edizioni
- Håkan Nesser, Confessioni di una squartatrice, traduzione di Carmen Giorgetti Cima, Guanda, 2014. ISBN 978-88-235-0413-4.
- Håkan Nesser, Confessioni di una squartatrice, traduzione di Carmen Giorgetti Cima, TEA, 2016. ISBN 978-88-502-4245-0.